# Hjalmar Lundbohm
Johan Olof Hjalmar Lundbohm, (Ödeborgs (Dalsland), 25 d'abril de 1855 - Kiruna, 4 d'abril de 1926) va ser un geòleg i químic suec, primer gerent de la LKAB a la mina de Kiruna i amant de l'art. Com a primer gerent de la LKAB a Kiruna és considerat gairebé el fundador de la ciutat. L'escola secundària municipal de Kiruna porta el seu nom, és a dir, s'anomena Hjalmar Lundbohmsskolan.

## Primers anys
Va néixer a Dalsland, un comtat al sud-oest de Suècia, era el segon de deu germans i germanes. El seu pare era el comissari de policia August Ferdinand Lundbohm. La seva mare, Augusta Hammarin, havia nascut en una rectoria i volia que Hjalmar fos sacerdot.
Va començar realitzar la seva educació secundària a la Grammar School de Vanersborg. No va ser un estudiant de primera, a excepció del tema d'educació artística en la qual va rebre un parell de diplomes. Va acabar l'escola el 1873 sense passar els seus exàmens i la mateixa tardor va començar un curs de preparació a l'Escola Chalmer d'Artesania a Göteborg.
L'any següent va aconseguir ser admès a un curs professional de 3 anys. Va estudiar Química Tècnica i l'estiu de 1877 es va graduar en aquesta matèria a l'edat de 22 anys. Va ser durant els seus anys escolars a Göteborg on Hjalmar va manifestar interès per l'art i la literatura. Va fer importants amistats - que esdevendrien valuosos en el seu propera feina com a gerent de LKAB a Kiruna. Un dels seus contactes més influents en els cercles artístics va ser Karl Nordstrom, que va arribar a ser un precursor del moviment romàntic entre els pintors suecs. L'art va ser un dels principals interessos i àmbits d'activitat al llarg de la vida de Hjalmar Lundbohm.

## Vida a Lapònia
Lundbohm va arribar a Lapònia i Kiruna de forma casual. Després d'haver completat la seva formació,Lundbohm va treballar per al Servei Geològic de Suècia cartografiant la geologia del territori. Després d'un treball temporal d'estiu com a enginyer d'una carretera a Halland (segon comtat més meridional de Suècia), el geòleg i conegut explorador polar Alfred Gabriel Nathorst li va proposar treballar com a geòleg temporal. El treball consistia inicialment a recollir material per a un museu de minerals del Servei Geològic de Suècia. Una altra part del seu treball va ser examinar i decidir l'ús de diferents espècies de roca, principalment per a fer-los servir a la construcció. Mitjançant Nathorst va aconseguir ser contractat per la comissió governamental sobre l'apatita. La missió d'aquesta comissió era estudiar les capes de terra que contenien aquest mineral. L'apatita era molt valuosa per a la producció de fertilitzants en la qual el govern tenia grans interessos. Hjalmar Lundbohm va reemplaçar Fredrik Suenonius qui recentment havia caigut malalt. Suenonius més tard va fundar la STF (Associació de Turisme de Suècia). La primera tasca de Lundbohm va ser anar a Malmberget / Gellivaare (comunitat veïna de Kiruna), on va treballar amb l'apatita i documentant les zones d'explotació del mineral. Un any més tard, el 1890, va visitar Kiirunavaara i Luossavaara per primera vegada. Aquestes muntanyes es convertirien en el seu camp de treball dels propers 30 anys.

## Kiruna

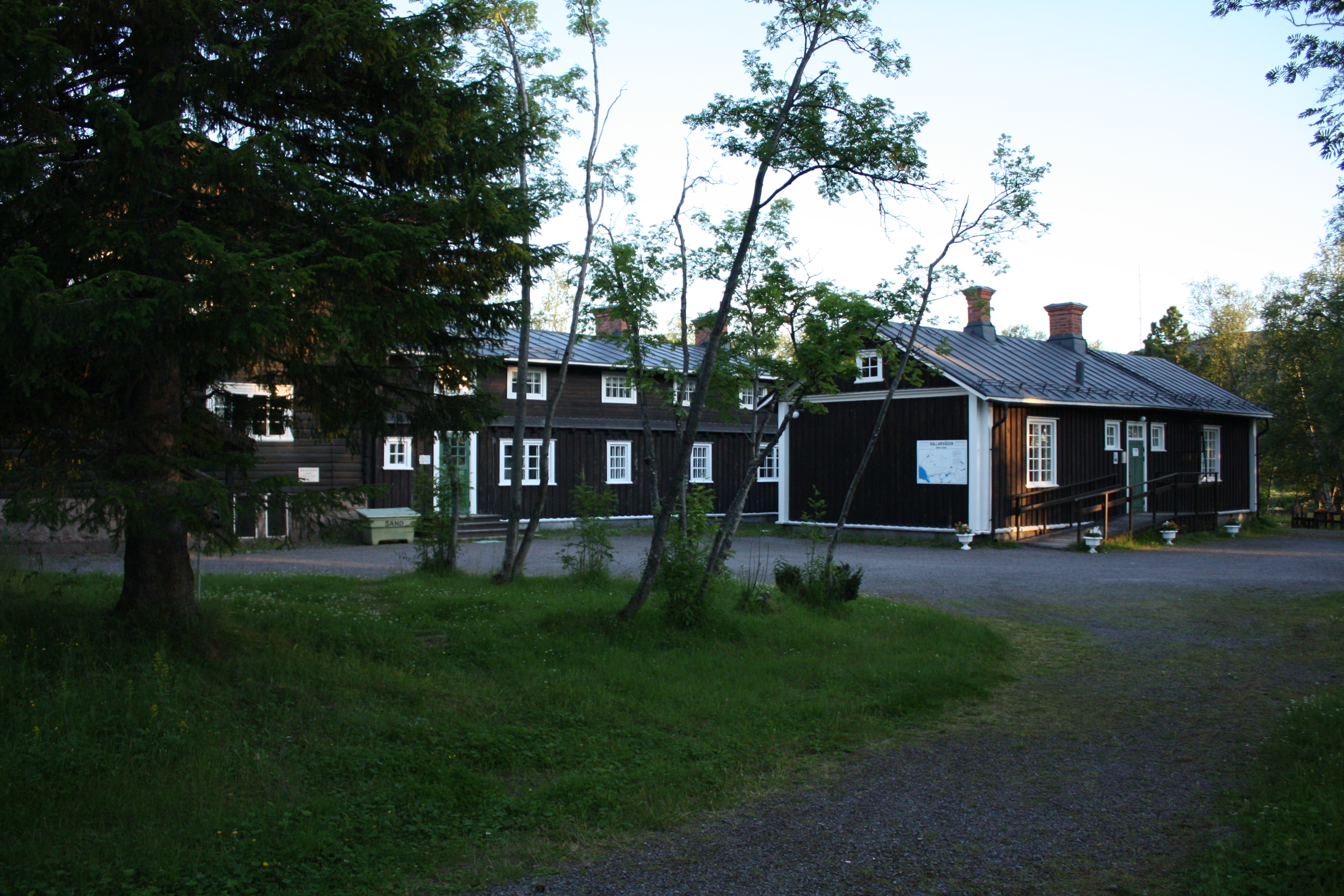
Hjalmar Lundbohmsgården, residència de Lundbohm i primera edifici oficial de Kiruna, construït el 1895

El 1898 va rebre l'oferta per a treballar de gerent local de la mina de ferro de la LKAB a Kiirunavaara. Lundbohm es va acomiadar dels tres anys de treballar en prospeccions del Servei Geològic de Suècia. Va rebre dos encàrrecs prioritaris: la construcció de la mina tècnicament més avançada del món amb bons sistemes de transport, i l'assentament de una comunitat estable i consolidada.
Tot i la dificultat d'aquestes difícils tasques Lundbohm comptava amb qualitats ocultes que van aflorar des del primer moment. Era conegut per ser un bon jutge de la naturalesa humana i per ser un bon estrateg. Va implantar una manera humanista de pensar en la comunitat de la nova explotació minera de Kiruna.
Lundbohm es va instal·lar en un edifici dels construïts per l'empresa minera dins del pla urbanístic aprovat l'abril del 1900, i que era conegut com a "B2". L'edifici era inicialment un mòdul rectangular que es va anar ampliant al llarg dels anys que hi va viure. Actualment, sota la denominació de Hjalmar Lundbohmsgården, és la seu d'un petit museu dels inicis minaires de la ciutat i de la figura del seu primer resident.
El seu model per aconseguir una comunitat modèlica passava per incorporar condicions de treball dignes i habitatge per a treballadors i empleats. Considerava l'aportació de millores des de la visió empresarial, sense esperar que li fossin reclamades. Així, va estudiar la possibilitat de canviar el sistema d'explotació de la mina a cel obert cap a un sistema soterrat, molt millor per a les dures condicions climatològiques de la zona. També va instal·lar un tramvia amb calefacció que transportés els treballadors des del poble fins a la mina durant el fred hivern polar. Però la seva visió d'una bona societat també incloïa l'educació i la cultura. Aquests eren els ideals de l'època que va compartir amb els membres de l'Associació d'Artistes Suecs i amb els ideòlegs britànics del moviment Arts and Crafts, John Ruskin i William Morris. El seu lema era "Art per al poble!". L'escultor i amic seu Per Hasselberg, ho expressava d'aquesta manera: "El treballador necessita l'educació i la il·luminació, però no l'educació com un luxe separat del seu treball diari. L'educació ha de complementar el treball, il·luminant, la sensibilització dels treballadors sobre la importància i la responsabilitat que va tenir en el curs d'un gran desenvolupament".

## Implicació amb l'art
Lundbohm es va convertir en un dels patrons d'art i literatura millor considerats actualment, així com un renovador de la cultura. Va prestar especial atenció a la cultura sami mitjançant la promoció del famós autor i artista Johan Thuri, escriptor i il·lustrador de Muitalus Sámiid Birra "(Un llibre sobre la vida dels Sami)", publicat el 1910 per Lundbohm. També va donar suport al dibuixant i artista sami Nils Nilsson Skum.

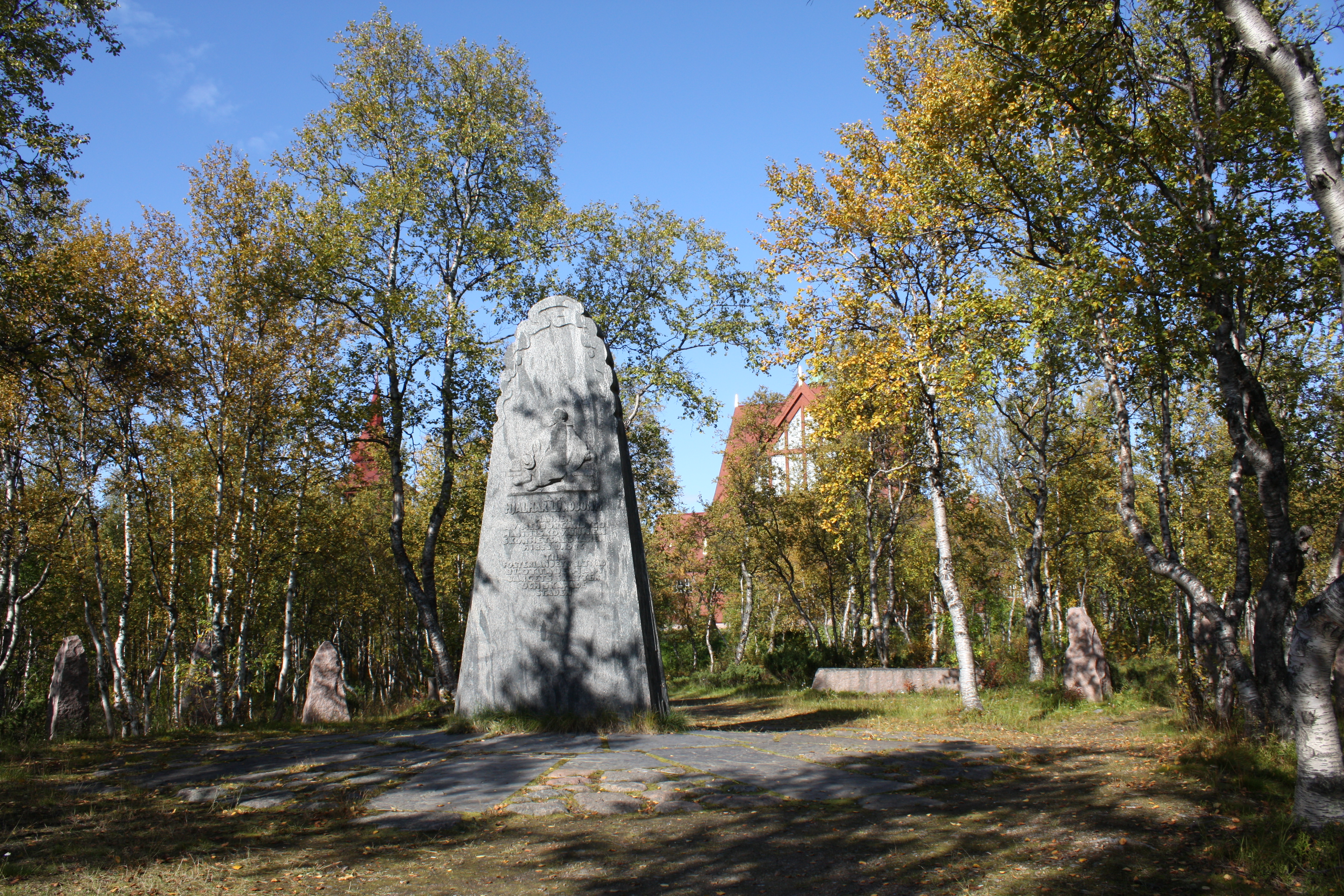
Tomba de Hjalmar Lundbohm prop de l'església de Kiruna

La seva connexió amb molts artistes i autors prové de la seva època d'estudiant, la qual cosa va facilitar la presència a Kiruna d'escriptors com August Strindberg o Verner von Heidenstam, i pintors suecs com Anders Zorn, Karl Nordström, Bruno Liljefors i el Príncep Eugeni en la primera dècada del segle xx. Estava molt familiaritzat amb les matèries artístiques, tant com a mecenes de pintura i literatura, i com a practicant. Lundbohm potenciava l'atracció d'artistes amb la intenció de promoure les terres del nord al conjunt de Suècia; les possibilitats de comunicació que aportava el tren a Narvik i les seves accions van fomentar l'interès pels paisatges de la Lapònia sueca, especialment a les comunitats de Björkliden i Abisko, així com el coneixement de les terres polars entre la població del sud i, especialment a Estocolm i Oslo.
El reconeixement d'aquesta activitat li va ser suposar ser nomenat doctor honoris causa per la Universitat d'Uppsala, juntament amb Selma Lagerlöf, l'escriptora guanyadora del Premi Nobel el 1909.
Hjalmar Lundbohm va morir el matí de Pasqua de 1926; està enterrat al sud de l'església de Kiruna, en un espai destacat amb un gran monòlit en el seu record.